# Грб Француске
Садашњи грб Француске је симбол републике од 1953. године, иако нема никакав правни статус као званични грб. Појављује се на пасошу Француске и првобитно је 1912. године и усвојен од стране Министарства иностраних послова Француске за дипломатску употребу. Уједињене нације су 1953. године захтевале од Француске да достави свој грб како би био приказан уз грбове других земаља, а посебна комисија је одлучила да се варијанта овог грба из 1912. године пошаље као грб Француске. Притом му није дат никакав званичан статус.
Технички говорећи, ово је амблем, јер не поштује хералдичка правила. Разлог је у томе што је хералдика у Француској била посматрана као аристократска уметност, повезана са старим, краљевским режимом.

## Симболи
- Широки штит са лављом главом носи монограм RF, што је акроним за Француску републику.
- Маслинова гранчица симболизује мир.
- Храстова гранчица симболизује дуговечност.
- Сноп прућа са секиром симболизује правду (традиција Рима, не фашизма).